# Риакпоре, Ричард
Ричард Риакпоре (англ. Richard Riakporhe; род. 5 января 1990, Лондон, Англия, Великобритания) — английский профессиональный боксёр, выступающий в первой тяжёлой весовой категории. Среди профессионалов бывший Интерконтинентальный чемпион по версии WBA Inter-Continental (2018—2021) и чемпион Британии по версии BBBofC (2019—2021) в 1-м тяжёлом весе.
Лучшая позиция по рейтингу BoxRec — 4-я (июнь 2024) и являлся 2-м среди британских боксёров (после Криса Беллама Смита) первой тяжёлой весовой категории, а по рейтингам основных международных боксёрских организаций занимал: 1-ю строчку рейтинга WBO, — входя в ТОП-4 лучших боксёров первого тяжелого веса всего мира.

## Биография
Родился 5 января 1990 года в Лондоне, в Англии.

## Профессиональная карьера
Риакпоре дебютировал на профессиональном ринге 6 августа 2016 года в Йорк-холле, в Лондоне победив единогласным судейским решением другого британского боксера Джейсона Джонса, на счету которого было 6 поражений. Затем провёл ещё 6 поединков, которые завершились его досрочной победой.
10 ноября 2018 года участвовал в андеркартовом поединке боксерского вечера «Александр Усик — Тони Беллью». Его оппонентом был британец Сэм Хайд, а на кону стоял вакантный титул интерконтинентального чемпиона по версии WBA. Ричард одержал победу техническим нокаутом в 8-м раунде.
20 июля 2019 года встретился в проспект - клэше с Крисом Биллэмом Смитом (9-0, 8 КО). Трудную победу раздельным решением судей праздновал Риакпоре: 95—94, 93—96, 97—92.
19 декабря 2019 года в Лондоне (Великобритания) единогласным решением судей (счёт: 117—111, 115—113 дважды) победил небитого соотечественника Джека Мэсси, и завоевал вакантный титул чемпиона Британии по версии BBBofC в 1-м тяжёлом весе.
2 октября 2021 года в Лондоне решением судей выиграл бой у поляка Кшиштофа Твардовского.
20 ноября 2021 года в Лондоне техническим нокаутом в 5-м раунде победил нигерийца Оланреваджу Дуродола.
26 марта 2022 года в Лондоне выиграл бой нокаутом в 8-м раунде у британцу Дейона Джума.
11 июня 2022 года в Лондоне досрочно победил итальянца Фабио Турчи.
21 января 2023 года в Манчестере (Великобритания) досрочно техническим нокаутом в 4-м раунде победил экс-чемпиона мира поляка Кшиштофа Гловацкого.
18 ноября 2023 года  в Вулвергемптоне (Великобритания) техническим нокаутом во втором раунде победил французского боксёра Дилана Брегеона.

#### Бой за титул WBO
15 июня 2024 года в Лондоне в качестве обязательного претендента вышел на бой-реванш с соотечественником, чемпионом мира по версии WBO Крисом Биллам-Смитом. Бой закончился поражением. Ричард не смог подобрать правильную тактику на бой, в его актив можно занести лишь пару раундов. Он мало действовал с дальней, много клинчевал и ненужной борьбы. Смит так же не показал свой лучший бокс, но он был более эффективен. В незрелищном бою с первого раунда было много грязи и рефери даже снял балл в 12-м раунде с Риакопоре. Судьи посчитали ближе чем бой смотрелся в реальности: 116—111, 115—112 и 115—112 в пользу чемпиона Биллама-Смита.

#### Переход в супертяжелый вес
3 мая 2025 года в Саудовской Аравии в андеркарде боя Канело - Скулл первые отбоксировал в рамках супертяжелого веса не встретив сопротивления джорнимена из Аргентины Кевина Николаса Эспиндолы (9-10, 4 КО). Все четыре раунда Риакпоре с двух рук обстреливал соперника, ближе к концу 4-го раунда послал Эспиндолу в нокдаун по печени. Аргентинец встал продолжил бой, но в перерыве решил не продолжать. RTD 4.

## Список профессиональных боев
В таблице перечислены результаты всех поединков боксёров.
В каждой строке указан результат поединка. Дополнительно номер поединка обозначен цветом, который обозначает итог поединка. Расшифровка обозначений и цветов представлена в нижеследующей таблице.
| Пример | Расшифровка                     |
| ------ | ------------------------------- |
|        | Победа                          |
|        | Ничья                           |
|        | Поражение                       |
|        | Планируемый поединок            |
|        | Поединок признан несостоявшимся |
| КО     | Нокаут                          |
| ТКО    | Технический нокаут              |
| PTS    | Решение судей (по очкам)        |
| UD     | Единогласное решение судей      |
| MD     | Решение большинства судей       |
| SD     | Раздельное решение судей        |
| RTD    | Отказ от продолжения боя        |
| DQ     | Дисквалификация                 |
| NC     | Поединок признан несостоявшимся |

| 19 поединков, 18 побед (14 нокаутом), 1 поражение. | 19 поединков, 18 побед (14 нокаутом), 1 поражение. | 19 поединков, 18 побед (14 нокаутом), 1 поражение. | 19 поединков, 18 побед (14 нокаутом), 1 поражение. | 19 поединков, 18 побед (14 нокаутом), 1 поражение.            | 19 поединков, 18 побед (14 нокаутом), 1 поражение. | 19 поединков, 18 побед (14 нокаутом), 1 поражение. |
| Бой                                                | Рекорд                                             | Дата боя                                           | Соперник                                           | Место проведения боя                                          | Результат                                          | Дополнительно |
| -------------------------------------------------- | -------------------------------------------------- | -------------------------------------------------- | -------------------------------------------------- | ------------------------------------------------------------- | -------------------------------------------------- | --- |
| 18                                                 | 17-1                                               | 15 июня 2024                                       | Крис Биллам-Смит (2) (19-1)                        | Селхерст Парк, Лондон, Великобритания                         | UD 12                                              | Бой за титул чемпиона мира по версии WBO (2-я защита Биллам-Смита) в 1-й тяжёлом весе. С Риакпоре снят балл в 12-м раунде. Счет судей: 116:111, 115:112, 115:112. |
| 17                                                 | 17-0                                               | 18 ноября 2023                                     | Дилан Брегеон (13-4-1)                             | Civic Hall, Вулвергемптон, Великобритания                     | TKO 2 (8), 1:36                                    | |
| 16                                                 | 16-0                                               | 21 января 2023                                     | Кшиштоф Гловацкий (32-3)                           | Манчестер Арена, Манчестер, Ланкашир, Великобритания          | TKO 4 (12), 2:44                                   | |
| 15                                                 | 15-0                                               | 11 июня 2022                                       | Фабио Турчи (20-1)                                 | Уэмбли Арена, Уэмбли, Лондон, Великобритания                  | TKO 2 (12), 1:53                                   | |
| 14                                                 | 14-0                                               | 26 марта 2022                                      | Дейон Джума (14-0)                                 | Уэмбли Арена, Уэмбли, Лондон, Великобритания                  | KO 8 (12), 0:34                                    | |
| 13                                                 | 13-0                                               | 20 ноября 2021                                     | Оланреваджу Дуродола (36-8)                        | Уэмбли Арена, Лондон, Великобритания                          | TKO 5 (10), 0:36                                   | |
| 12                                                 | 12-0                                               | 2 октября 2021                                     | Кшиштоф Твардовский (9-2)                          | Уэмбли Арена, Лондон, Великобритания                          | PTS 8                                              | Счёт судьи: 79-72. |
| 11                                                 | 11-0                                               | 19 декабря 2019                                    | Джек Мэсси (16-0)                                  | Йорк-холл, Лондон, Великобритания                             | UD 12                                              | Завоевал вакантный титул чемпиона Британии по версии BBBofC в 1-м тяжёлом весе. Счёт судей: 117-111, 115-113 (дважды).                                            |
| 10                                                 | 10-0                                               | 20 июля 2019                                       | Крис Биллам-Смит (9-0)                             | O2 Арена, Лондон, Великобритания                              | SD 10                                              | Защитил титул чемпиона по версии WBA Inter-Continental (2-я защита Риакпоре) в 1-м тяжёлом весе. Счёт судей: 97-92, 95-94, 93-96.                                 |
| 9                                                  | 9-0                                                | 2 марта 2019                                       | Томми Маккарти (13-1)                              | East of England Arena, Питерборо, Кембриджшир, Великобритания | TKO 4 (10), 2:45                                   | Защитил титул чемпиона по версии WBA Inter-Continental (1-я защита Риакпоре) в 1-м тяжёлом весе.                                                                  |
| 8                                                  | 8-0                                                | 10 ноября 2018                                     | Сэм Хайд (13-0-1)                                  | Манчестер Арена, Манчестер, Ланкашир, Великобритания          | TKO 8 (10), 2:41                                   | Завоевал вакантный титул чемпиона по версии WBA Inter-Continental в 1-м тяжёлом весе.                                                                             |
| 7                                                  | 7-0                                                | 28 июля 2018                                       | Элвис Дубе (7-63-2)                                | O2 Арена, Лондон, Великобритания                              | RTD 2 (4), 3:00                                    | |
| 6                                                  | 6-0                                                | 24 марта 2018                                      | Адам Уильямс (1-3)                                 | O2 Арена, Лондон, Великобритания                              | TKO 3 (4), 2:38                                    | |
| 5                                                  | 5-0                                                | 14 октября 2017                                    | Иржи Свачина (12-26)                               | Йорк-холл, Лондон, Великобритания                             | TKO 2 (6), 0:46                                    | |
| 4                                                  | 4-0                                                | 27 мая 2017                                        | Милан Чехвала (1-1)                                | Йорк-холл, Лондон, Великобритания                             | TKO 1 (4), 2:15                                    | |
| 3                                                  | 3-0                                                | 18 февраля 2017                                    | Иштван Орсос (15-38-2)                             | Йорк-холл, Лондон, Великобритания                             | TKO 1 (4), 2:54                                    | |
| 2                                                  | 2-0                                                | 1 октября 2016                                     | Аарон Лейси (дебют)                                | Йорк-холл, Лондон, Великобритания                             | TKO 1 (4), 2:14                                    | |
| 1                                                  | 1-0                                                | 6 августа 2016                                     | Джейсон Джонс (0-6)                                | Йорк-холл, Лондон, Великобритания                             | PTS (4)                                            | Профессиональный дебют. Счёт судьи: 40-35. |
| Бой                                                | Рекорд                                             | Дата боя                                           | Соперник                                           | Место проведения боя                                          | Результат                                          | Дополнительно |